# Robert A. Helliwell
Robert Arthur Helliwell (* 2. September 1920 in Red Wing, Minnesota; † 3. Mai 2011 in Palo Alto, Kalifornien) war ein US-amerikanischer Elektroingenieur und Geophysiker an der Stanford University.

## Leben und Wirken
Robert A. Helliwell verbrachte seine gesamte akademische Karriere an der Stanford University. Hier erwarb er 1942 sowohl einen Bachelor als auch einen Master und 1944 den engineer’s degree (vergleichbar Diplom-Ingenieur). Er promovierte (Ph.D.) 1948 bei Karl Ralph Spangenberg mit der Arbeit Ionospheric Virtual Height Measurements at 100 Kilocycles. Als weitere Unterstützer nannte Helliwell neben Spangenberg Joseph S. Carroll, William G. Hoover, Frederick E. Terman und Oswald G. Villard. Ab 1946 gehörte Helliwell zum Lehrkörper der Stanford University, zunächst in der Abteilung für Elektroingenieurwesen. 1990 ging Helliwell in den Ruhestand.
Helliwell ist vor allem für seine Arbeiten zu niederfrequenten elektromagnetischen Signalen und ihrer Verbreitung in der Atmosphäre bzw. im Van-Allen-Gürtel der Magnetosphäre der Erde bekannt, darunter den Whistler.
1967 wurde Helliwell Mitglied der National Academy of Sciences, 1981 Fellow der American Association for the Advancement of Science. Nach ihm sind die Helliwell Hills im antarktischen Viktorialand benannt.
Helliwell veröffentlichte mehr als 150 Fachaufsätze und führte 44 Doktoranden zum Abschluss. Laut Datenbank Scopus hat er einen h-Index von 21 (Stand Oktober 2023). Zu seinen Schülern gehörten Laurence A. Manning, H. Myron Swarm, Timothy F. Bell, Umran S. Inan und Vikas Shankarrao Sonwalkar.
Helliwell starb im Alter von 90 Jahren an den Folgen einer Demenz. Mit seiner Frau Jean Perham († 2001) hatte er vier Kinder.